# Francesco Dracone
Francesco Dracone (ur. 21 września 1983 w Turynie) – włoski kierowca wyścigowy.

## Kariera

### Formuła 3
Dracone rozpoczął karierę w jednomiejscowych samochodach wyścigowych w 2002 roku we  Włoskiej Formule 3. Startował tam w latach 2002-2005, lecz tylko w 2004 roku był klasyfikowany. W 4 wyścigach zdobył 5 punktów, co uplasowało go na 18 pozycji w klasyfikacji generalnej.

### Euroseries 3000/Auto GP World Series
W 2006 roku Dracone rozpoczął starty w poprzedniczkach obecnej Auto GP World Series - Euroseries 3000 i Włoskiej Formule 3000. W latach 2007–2009 nigdy nie zdołał stanąć na podium. Jego dorobek stanowiło odpowiednio: 2, 7 i 15 punktów, co dawało mu odpowiednio: 23, 18 i 7 lokatę w klasyfikacji generalnej.
W 2011 roku dołączył do stawki Auto GP w zespole Emmebi Motorsport. Tu zdołał uzyskać tylko jeden punkt. Po 21 pozycji w klasyfikacji sezonu 2011, w sezonie 2012 było już nieco lepiej. Dracone w bolidzie Virtuosi UK zdobył 14 punktów, co po 10 wyścigach uplasowało go na 16 pozycji w klasyfikacji kierowców. W 2013 roku Włoch nie zdobywał żadnych punktów.
W 2014 roku Włoch kontynuował starty w Auto GP. Wystartował łącznie w dziesięciu wyścigach, w ciągu których uzbierał 31 punktów. Dało mu to trzynaste miejsce w końcowej klasyfikacji kierowców.

## Statystyki
| Sezon | Seria                | Zespół                   | Wyścigi | PP | Zwycięstwa | Podium | NO | Punkty | Pozycja |
| ----- | -------------------- | ------------------------ | ------- | -- | ---------- | ------ | -- | ------ | ------- |
| 2002  | Włoska Formuła 3     | Dracone Team             | 1       | 0  | 0          |        | 0  | 0      | NS      |
| 2003  | Włoska Formuła 3     | Dracone Team             | 2       | 0  | 0          | 0      | 0  | 0      | NS      |
| 2004  | Włoska Formuła 3     | Motivi                   | 4       | 0  | 0          | 0      | 0  | 5      | 18      |
| 2004  | Włoska Formuła 3     | Corbetta                 | 4       | 0  | 0          | 0      | 0  | 5      | 18      |
| 2005  | Włoska Formuła 3     | Corbetta                 | 2       | 0  | 0          | 0      | 0  | 0      | NS      |
| 2006  | Euroseries 3000      | Euronova Racing          | 13      | 0  | 0          | 0      | 0  |        | 21      |
| 2006  | Włoska Formuła 3000  | Euronova Racing          |         |    |            |        |    |        | NS      |
| 2007  | Euroseries 3000      | ASR                      | 14      | 0  | 0          | 0      | 0  | 2      | 23      |
| 2007  | Euroseries 3000      | 2G Racing                | 14      | 0  | 0          | 0      | 0  | 2      | 23      |
| 2008  | Euroseries 3000      | Emmebi Motorsport        | 13      | 0  | 0          | 0      | 0  | 7      | 18      |
| 2008  | Włoska Formuła 3000  | Emmebi Motorsport        | 13      | 0  | 0          | 0      | 0  | 2      | 12      |
| 2009  | Euroseries 3000      | Emmebi Motorsport        | 11      | 0  | 0          | 0      | 0  | 15     | 7       |
| 2009  | Superstars Series    | Ferlito Motors           | 2       | 0  | 0          | 0      | 0  | 0      | NS      |
| 2010  | IndyCar              | Conquest Racing          | 2       | 0  | 0          | 0      | 0  | 24     | 37      |
| 2011  | Auto GP              | Emmebi Motorsport        | 14      | 0  | 0          | 0      | 0  | 1      | 21      |
| 2012  | Auto GP World Series | Virtuosi Racing UK       | 10      | 0  | 0          | 0      | 0  | 14     | 16      |
| 2013  | Auto GP World Series | Super Nova International | 8       | 0  | 0          | 0      | 0  | 0      | 22      |
| 2013  | Auto GP World Series | Ibiza Racing Team        | 8       | 0  | 0          | 0      | 0  | 0      | 22      |
| 2014  | Auto GP World Series | Ibiza Racing Team        | 10      | 0  | 0          | 0      | 0  | 31     | 13      |
| 2014  | Auto GP World Series | Super Nova International | 10      | 0  | 0          | 0      | 0  | 31     | 13      |